# قشلاق حاجي بيوك (مقاطعة بيله سوار)
قشلاق حاجي بيوك (بالفارسية: قشلاق حاجی بیوک) هي منطقة سكنية تقع في إيران في أردبيل.